# Magilla le gorille
Magilla le gorille (The Magilla Gorilla Show) est une série télévisée d'animation américaine en 31 épisodes de 7 minutes produite par les studios Hanna-Barbera et diffusée entre le 14 janvier 1964 et 1967 en syndication.
En Suisse, la série a été diffusée à partir du 6 janvier 1966 sur la TSR.
En France, la série a été diffusée dans les années 1960 sur l'ORTF puis rediffusée à partir du 21 janvier 1989 sur FR3 dans Samdynamite puis sur Cartoon Network de la fin des années 1990 à 2003 et sur Boomerang de 2003 à 2008.

## Synopsis
Cette série animée met en scène un gorille nommé Magilla que son propriétaire M. Peebles, patron d'une animalerie, souhaite à tout prix vendre. Magilla lui revient en effet trop cher en raison de sa forte consommation de bananes. Malgré toute l'énergie dépensé par M. Peebles pour tenter de se débarrasser définitivement de son gorille, Magilla finit toujours par revenir dans la vitrine de l'animalerie, parfois malgré lui. Une petite fille prénommée Ogee considère l'animal comme son ami et souhaite l'acheter, même si celle-ci n'a pas assez d'argent.

## Fiche technique
- Titre français : Magilla le gorille
- Titre original : The Magilla Gorilla Show
- Production : Joseph Barbera, William Hanna
- Musique : Hoyt S. Curtin
- Société de production : Hanna-Barbera Productions
- Sociétés de distribution : Screen Gems puis Warner Bros. Television
- Direction de l'animation : Charles A. Nichols
- Pays d'origine : États-Unis
- Langue : anglais
- Nom d'épisodes : 31
- Durée : 7 minutes
- Dates de première diffusion :
  -  États-Unis : 14 janvier 1964
  -  Suisse : 6 janvier 1966 sur la TSR
  -  France : dans les années 1960 sur l'ORTF

## Distribution

### Voix originales
- Allan Melvin : Magilla
- Howard Morris : M. Peebles
- Jean Vander Pyl : Ogee

### Voix françaises
- Roger Carel : Magilla
- Guy Pierauld : Mr Peebles

## Épisodes

### Première saison
1. Magilla joue au jeu (Big Game)
2. Magilla rugbyman (Gridiron Gorilla)
3. Soldat Magilla (Private Magilla)
4. Entrons dans la banque (Bank Pranks)
5. Magilla vedette (Groovey Movie)
6. Gorille vole (Airlift)
7. Pas de gorille à la maison (Come Blow Your Dough)
8. Le Savant fou (Mad Scientist)
9. Le Bal masqué (Masquerade Party)
10. Vive Magilla (Come Back Little Magilla)
11. Les Souhaits de Magilla (Fairy Godmother)
12. Planète Zéro (Planet Zero)
13. Prince charmant (Prince Charming)
14. Magilla et la moto (Motorcycle Magilla)
15. Magilla au jardin zoologique (Is That Zoo?)

### Deuxième saison
1. Une cervelle d'oiseau (Bird Brained)
2. Magilla travaille dans un cirque (Circus Ruckus)
3. Magilla le scout (Camp Scamps)
4. Le Masque rouge (The Purple Mask)
5. Magilla amoureux (Love at First Fight)
6. Magilla à l'école (Pet Bet)
7. Magilla fait du surf (Makin' With the Magilla)
8. Titre français inconnu (High Fly Guy)
9. Magilla aime le poisson (Deep Sea Doodle)
10. L'Oiseau invisible (That Was the Geek That Was)
11. Magilla et le rodéo (Montana Magilla)
12. Magilla agent secret (Magilla Mix-Up)
13. La Voiture d'enfant (Wheelin And Deal)
14. Magilla fait de la publicité (Mad Avenue Madness)
15. Magilla dans la légion (Beau Jest)
16. Les Super Héros (Super Blooper Heroes)